# Otto Martler
Carl Otto Martler, född 14 april 1987 i Ronneby, är en svensk före detta fotbollsmålvakt.

## Klubbkarriär

### Juniorkarriär
Martler är uppväxt i Hyllinge och började spela fotboll i Hyllinge GIF, vilka han som nioåring lämnade för Helsingborgs IF. Han spelade för HIF:s juniorlag i åtta år och ansågs vara en lovande målvakt. Klubben värvade dock in målvakterna Pär Hansson och Oscar Berglund i sitt juniorlag, vilket gjorde att Martler i november 2003 fick beskedet att han var tvungen att lämna klubben.
Martler gick då till rivalen Högaborgs BK, där tränarna Jim Nilsson och Leif Ekberg gav honom gott om speltid under första året i juniorlaget. Högaborg gjorde därefter ett U-lag där det blev en ny tränare i Pierre Schliker som valde att satsa på den yngre målvakten Nikola Stojilkovic. Martler fick spela i juniorlagets andra lag och valde under sommaren 2005 att lämna klubben.

### Gantofta IF
Han fick då chansen i division 2-klubben Gantofta IF, vars målvakt Conny Rosén hade lämnat laget, vilket gjorde att Martler fick testa på seniorfotboll.

### Lunds BK
I samma serie som Gantofta spelade Lunds BK, vilka tog kontrakt med Martler efter säsongens slut. Det slutade med en övergång för Martler som redan bestämt sig för att flytta till Lund och börja plugga till civilingenjör. Han spelade sex säsonger för klubben, varav tre säsonger i division 2 samt tre säsonger i division 1. Under hans sista år i Lund nådde klubben en kvalplats till Superettan, där dock IFK Värnamo blev för svåra.

### Falkenbergs FF
I januari 2013 blev Martler klar för Superettanklubben Falkenbergs FF, vilka han skrev på ett tvåårskontrakt med. I en match mot Varbergs Bois i juni 2013, gjorde han mål på utspark. Klubben vann Superettan 2013 och Martler stod i mål 28 av 30 ligamatcher. Under sin allsvenska debutsäsong spelade han samtliga 30 matcher för Falkenbergs FF samt höll nollan i sex av dessa. I december 2014 förlängde han sitt kontrakt med två år. Efter säsongen 2016 avslutade Martler sin fotbollskarriär.

### IFK Norrköping
Efter att lagt skorna på hyllan återvände Martler till fotbollen där han skrev på ett kontrakt med IFK Norrköping som sträckte sig fram till sommaren 2017.

### Gais
I augusti 2017 skrev Martler på ett halvårskontrakt med Superettan-klubben Gais. Han spelade en match för klubben.

### Halmstads BK
I februari 2018 skrev Martler på för Halmstads BK som målvaktsbackup.

## Privatliv
Martler tog examen som civilingenjör vid Lunds tekniska högskola sommaren 2012 och fick jobb som exploateringsingenjör i Halmstads kommun. Vidare började Martler jobba på Derome Hus Ab där han 1 januari 2023 tillträdde som VD för bolaget i miljardkoncernen.